# Adda
Adda je řeka v severní Itálii (Lombardie), levý přítok Pádu. Je 313 km dlouhá. Povodí má rozlohu 8000 km².

## Průběh toku
Pramení v Rétských Alpách v jezeře Cancano. Na horním toku protéká údolím Valtellina. Poté protéká Comským jezerem a protíná předhůří Lombardských Alp, aby mohla pokračovat Lombardskou nížinou.

## Vodní režim
Nejvyšších vodních stavů dosahuje na jaře a na podzim. Průměrný roční průtok vody činí přibližně 250 m³/s.

## Využití
Řeka se využívá k zisku vodní energie či vodním sportům. Na dolním toku z ní odvádějí vodu kanály, z nichž Martesana vede do Milána a je dlouhá 56 km.

## Historie
V době války druhé koalice (Anglie, Rakousko ,Rusko aj.) s Francií došlo v dubnu 1799 na řece k bitvě, v níž koalice pod vedením polního maršála Suvorova porazila francouzskou armádu, čímž podmínila své další úspěchy v Itálii.